# Таможенная стоимость
Таможенная стоимость — стоимость товара, определяемая в целях исчисления таможенных платежей (пошлин, таможенных сборов, акцизов, НДС). Фактически является налоговой базой. Используется также для применения иных мер государственного регулирования торгово-экономических отношений, связанных со стоимостью товара, включая осуществление валютного контроля внешнеторговых сделок и расчетов банков по ним в соответствии с законодательными актами государства. Определяется декларантом, однако правильность определения контролируется таможенными органами. Методы определения таможенной стоимости, применяемые в России, соответствуют принятым в мировой практике.

## Методы определения таможенной стоимости в России
1. По стоимости сделки с ввозимыми товарами — основной метод определения таможенной стоимости, когда она определяется по стоимости сделки, фактически уплаченной или подлежащей уплате на момент пересечения товаром таможенной границы. При этом в таможенную стоимость включаются затраты на транспортировку, страхование, лицензирование и другие, фактически понесенные декларантом к моменту пересечения таможенной границы.
2. По стоимости сделки с идентичными товарами — определение таможенной стоимости по стоимости сделки с идентичными товарами. Стоимость сделки с идентичными товарами принимается в качестве основы для определения таможенной стоимости, если эти товары:
  1. проданы для ввоза на территорию РФ;
  2. ввезены одновременно с оцениваемыми товарами или не ранее чем за 90 дней до ввоза оцениваемых товаров;
  3. ввезены примерно в том же количестве и (или) на тех же коммерческих условиях. В случае, если идентичные товары ввозились в ином количестве и (или) на других коммерческих условиях, декларант должен произвести соответствующую корректировку их цены с учетом этих различий и документально подтвердить таможенному органу РФ её обоснованность. В случае, если при применении этого метода выявляется более одной цены сделки по идентичным товарам, то для определения таможенной стоимости ввозимых товаров применяется самая низкая из них.
3. По стоимости сделки с однородными товарами — формально его применение не отличается от метода 2, за исключением понятия однородные товары — товары, которые не являются полностью идентичными, но имеют сходные характеристики и состоят из схожих компонентов, что позволяет им выполнять такие же функции, что и оцениваемые товары, и быть коммерчески взаимозаменяемыми.
4. На основе вычитания стоимости — базируется на цене, по которой ввозимые (оцениваемые) или идентичные, или однородные товары были проданы наибольшей агрегированной партией на территории Российской Федерации в неизменном состоянии. Из цены при этом вычитаются затраты, характерные только для внутреннего рынка, которые не должны быть включены в таможенную стоимость (таможенные пошлины, обычные расходы в связи с транспортировкой и продажей и пр.)
5. На основе сложения стоимости — на основе учета издержек производства этих товаров, к которым добавляется сумма прибыли и расходов, характерных для продажи оцениваемых товаров в России. Требует особо тщательного таможенного наблюдения, так как получение подобной информации от изготовителя товаров зачастую затруднено, а в случае её предоставления для проверки фактически не все документы и сведения могут быть представлены таможенным органам страны-импортера.
6. Резервный метод — применяется в случае невозможности определения таможенной стоимости вышеперечисленными методами. Основан на расчетах и экспертных оценках, при этом оценки базируются в максимально возможной степени на стоимости сделки ввезенных товаров; используется стоимость, основанная на фактических оценках, то есть ценах, по которым ввезенные товары продаются в стране при обычном ходе торговли в условиях конкуренции.

Эти методы применяются декларантом в порядке их перечисления (в случае невозможности применения предыдущего метода), за исключением методов 4 и 5, которые могут применяться в обратном порядке.